# Das unsichtbare Siegel
Das unsichtbare Siegel ist ein Roman des Jugendbuchautors Rainer M. Schröder, der von der Liebe zweier junger Menschen handelt, die aus unterschiedlichsten sozialen Verhältnissen im 19. Jahrhundert kommen.

## Inhalt
Der Bergmann Franz und die Nichte des Direktors der Zeche Aurora, in der Franz als Schlepper arbeitet, treffen sich zufällig in der Bergmannssiedlung. Dort lebt Franz mit seiner älteren Schwester. Diese Begegnung, die mit einem Streit endet, hinterlässt bei beiden einen nachhaltigen Eindruck. Franz ertappt sich immer wieder, wie er an das fremde Mädchen denkt, und Lena, die bisher von der harten Realität verschont gewesen ist, beginnt, sich für die Welt der einfachen Arbeiter und somit für ihre Nöte zu interessieren. Nach einem weiteren zufälligen Treffen erfolgt die Aussöhnung und Franz und Lena verabreden sich öfter, woraus eine Freundschaft und eine Liebe entsteht. Lena gerät immer häufiger mit ihren Zieheltern aufgrund ihres sozialen Engagements aneinander und zieht schließlich aus. Sie wohnt bei einer Angestellten einer Armenküche, in der sie schon vorher geholfen hat. Parallel dazu entsteht auf der Zeche ein Arbeitskampf um höhere Löhne, bessere Arbeitszeiten und Ähnliches. Schließlich kommt es zum Streik, wobei die Bergleute als Verlierer herausgehen, da die soziale Not sie rasch wieder zum Geldverdienen drängt. An einem der ersten Arbeitstage ereignet sich ein Unfall auf der Zeche, bei dem sowohl viele Bergleute als auch Franz und sein Freund Paul verschüttet werden. Sie überleben mit viel Glück, doch Franz verliert seine Arbeit auf der Zeche, da der Zechendirektor über die Beziehung zwischen seiner Nichte und ihm Bescheid weiß. Franz verlässt Lena, um in Berlin auf ein Gymnasium zu gehen und später Ingenieur zu werden mit der Hoffnung, irgendwann ein besseres Leben führen zu können.